# Storklinten
Storklinten är en sjö i Norrtälje kommun i Uppland och ingår i Skeboåns huvudavrinningsområde. Sjön har en area på 0,182 kvadratkilometer och ligger 12,8 meter över havet. Sjön avvattnas av vattendraget Skeboån (Framån).

## Delavrinningsområde
Storklinten ingår i det delavrinningsområde (665566-164775) som SMHI kallar för Utloppet av Storklinten. Medelhöjden är 23 meter över havet och ytan är 14,58 kvadratkilometer. Räknas de 10 avrinningsområdena uppströms in blir den ackumulerade arean 223,98 kvadratkilometer. Avrinningsområdets utflöde Skeboån (Framån) mynnar i havet. Avrinningsområdet består mestadels av skog (87 procent). Avrinningsområdet har 1,78 kvadratkilometer vattenytor vilket ger det en sjöprocent på 4,3 procent.